# Polovragi
Polovragi là một xã thuộc hạt Gorj, România. Dân số thời điểm năm 2002 là 2954 người.